# Wolfgang Wolff (Lautenbauer)
Wolfgang Wolff (* um 1515 in Bernbeuren (?); † 1570 in Füssen) arbeitete als bürgerlicher Lautenmacher in Füssen.

## Archivbelege
Der Lautenmacher Wolfgang Wolff ist archivalisch recht gut belegt. So erhielt er von Kardinal Otto Truchseß von Waldburg 36 Gulden für acht Lauten, für deren Transport in einem „Neckarsfaß“ (Weinfass) nach Augsburg weitere 16 Kreuzer und für seine Kinder 8 Kreuzer. 1547 wurden ihm für zwei kleine Lauten auf Befehl des Kardinals 3 Gulden bezahlt. 1551 verzeichnete die Küsterei des Klosters Sankt Mang die Zahlung von 2 Kreutzer für den Knaben des Lautenmachers Wolff. 1571 heiratet eine Tochter von Wolfgang Wolff Jakob Möst von Furt bei Sameister, der dann ebenfalls in Füssen das Lautenmacherhandwerk betrieb. Ein Simon Straub aus Horn bei Schwangau heiratete 1578 eine weitere Tochter des Wolfgang Wolff. Ob ein Zusammenhang mit den Musikinstrumentenbauern Straub aus Friedenweiler im Schwarzwald besteht, ist bislang noch nicht eindeutig geklärt. Ein Indiz dafür ist jedoch, dass der Vorname Simon bei Straub aus Friedenweiler mehrfach auftritt.

## Herkunft und Nachfahre
Wolfgang Wolff war vermutlich ein Nachfahre des Georg Wolff, der am 10. Oktober 1493 als Lautenmacher das Füssener Bürgerrecht erworben hatte.
Georg Wolf war vermutlich Mitglied der Musiker-Sippe Lopez-Lupus-Wolf, die aus dem maurischen Spanien stammte. Als sephardische Juden waren die Lopez im Zuge der Reconquista (Eroberung des maurischen Granada) und der Verfolgung durch die katholischen Inquisition von 1492 zur Emigration gezwungen und zogen nach Osten.
Um 1570 ist Wolfgang Wolff verstorben, denn seine Erben bezahlten dessen Todfallsteuer.
Ein Sohn, ebenfalls mit dem Vornamen Wolfgang (* um 1515 in Füssen; † 11. Februar 1591 in Füssen), führte sein Handwerk als Lautenmacher weiter.

## Instrumente
- Museum der Stadt Füssen: Laute (Inv.Nr. 4669)

Mitte 16. Jahrhundert; Lautenmuschel aus 15 Eibenholzspänen mit eingeklebtem Herstellerzettel „Wolfgang Wolf zue Fießen“.
1646 wurde die Wolf-Laute zu einer „French-Lute“ umgebaut. Den barocken Musikbedürfnissen entsprechend wurde der Hals verlängert, um tiefere Stimmlagen zu erreichen. Dieses äußerst seltene Belegstück einer zwölfchörigen Laute stammt aus einer Zeit, als in Frankreich Jacques Gaultier mit neuen Stimmungen der Laute experimentierte.
Mit diesem Umbau wurde auch ein neuer Kasten angefertigt, der mit seltenen Kupferstichen niederländischer Meister des 17. Jahrhunderts tapeziert ist.